# Sint-Antoniuskapel (Altweert)

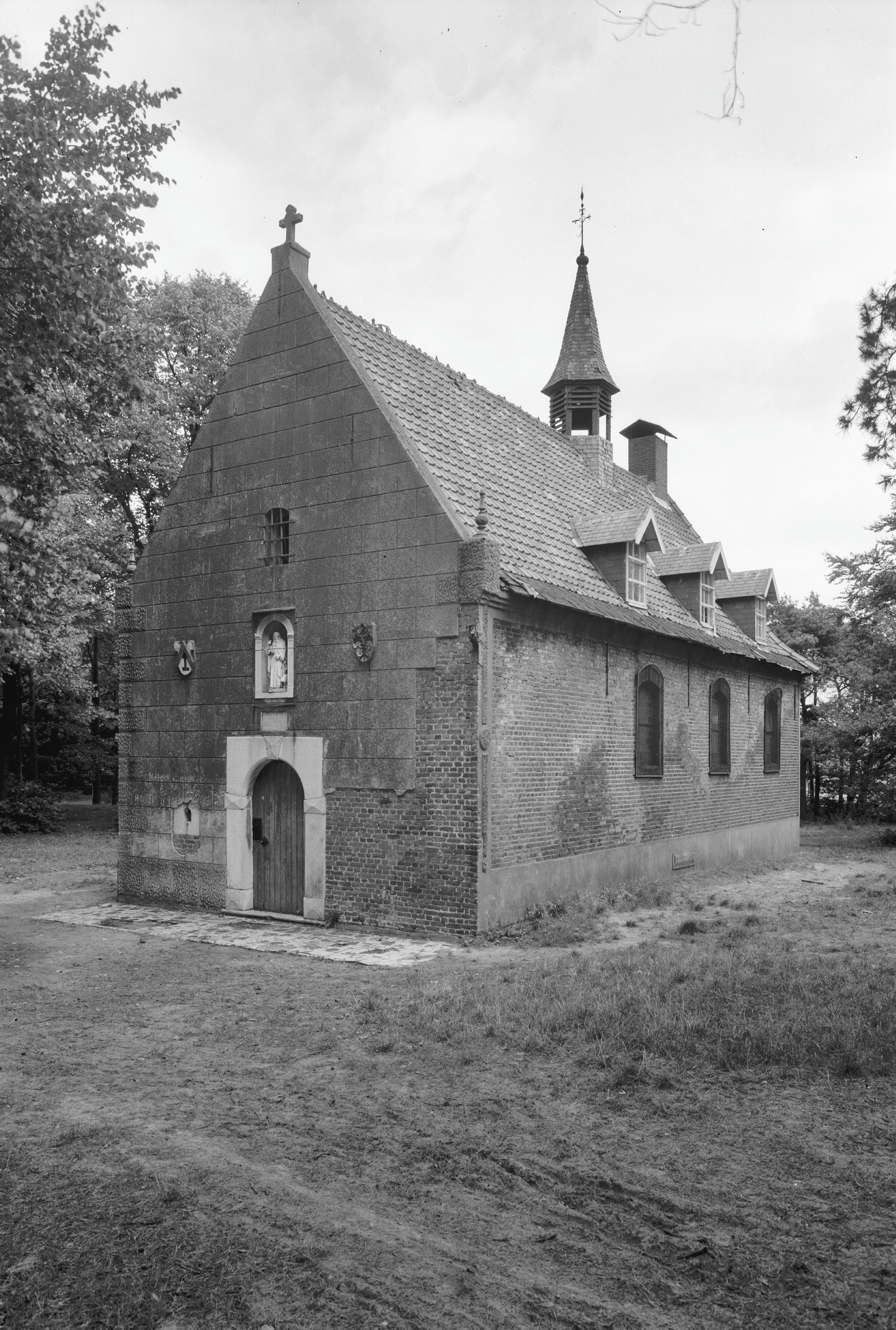
Sint-Antoniuskapel vóór de restauratie

De Sint-Antoniuskapel of Theuniskapel is een betreedbare kapel in de Weerter buurtschap Altweert in de Nederlandse gemeente Weert. De kapel staat aan de Altweerterkapelstraat 6.

## Geschiedenis
Het bakstenen kapelletje is gebouwd in 1723 en werd in 1826 gewijzigd en bepleisterd. In 1978 werd de kapel gerestaureerd. Tegenwoordig fungeert ze als expositieruimte.

## Gebouw
De kapel heeft een puntgevel en is gedekt met een zadeldak. Het koor is driezijdig gesloten. De voorgevel heeft vlechtwerk en een beeld van Antonius-Abt in een nis boven de ingang. Dit is een kopie van een ouder beeld. Nis en ingangsportaal zijn classicistisch vormgegeven. Omlijstingen zijn uitgevoerd in hardsteen.
Op het dak bevindt zich een dakruiter.
De kapel staat in een landelijke omgeving.